# One Minute Past Eternity
Pour les articles homonymes, voir Breathless.
Singles de Jerry Lee Lewis
She Even Woke Me Up to Say Goodbye
(1969) Once More with Feeling
(1970)
One Minute Past Eternity est une chanson écrite par William E. Taylor et Stanley Kesler et enregistrée, pour la première fois, par Jerry Lee Lewis. Elle sort en novembre 1969 sous le label Sun Records (SUN-1107). En face B, le disque présente le titre Frankie and Johnny. La chanson est présente sur l'album The Golden Cream of the Country sorti en 1970. Elle se classe à la deuxième place du Hot Country Songs et du RPM Canadian Country Tracks.
La chanson est reprise par Hank Snow dans son album de 1974  et par Wanda Jackson.

## Source de la traduction
- (en) Cet article est partiellement ou en totalité issu de l’article de Wikipédia en anglais intitulé « One Minute Past Eternity » (voir la liste des auteurs).